# پروژه موهول
پروژهٔ موهول (انگلیسی: Project Mohole) تلاشی در اوایل دههٔ ۱۹۶۰ برای حفاری در پوسته به منظور دسترسی به نمونه‌هایی از ناپیوستگی موهوروویچیچ یا موهو، مرز بین پوستهٔ زمین و گوشته بود. این پروژه به منظور ارائهٔ یک مکمل علمی زمین برای مسابقه فضایی پرطرفدار بود. در حالی که چنین پروژه‌ای در خشکی امکان‌پذیر نبود، حفاری در اقیانوس باز امکان پذیرتر بود، زیرا گوشته بسیار نزدیک به کف دریا قرار دارد.
این پروژه به رهبری گروهی از دانشمندان به نام انجمن متفرقه آمریکا با بودجه بنیاد ملی علوم،از مخالفت‌های سیاسی و علمی، سوء مدیریت و هزینه‌های بیش از حد رنج برد. مجلس نمایندگان ایالات متحده در سال ۱۹۶۶ بودجه آن را کاهش داد. در آن زمان یک برنامه حفاری رسوب از پروژه موهول منشعب شد تا به پروژه حفاری دریای عمیق بنیاد ملی علوم تبدیل شود.